# بیورن بوری
بیورن بوری (سوئدی: Björn Borg) (تلفظ سوئدی: [bjœ:ɳ bɔrj] ()) (زادهٔ ۶ ژوئن ۱۹۵۶) که در منابع فارسی به بیون بورگ شهرت دارد؛ تنیس‌باز بازنشستهٔ سوئدی‌ و رتبهٔ یک اسبق تنیس جهان است. او عموماً به عنوان یکی از برترین تنیسورهای تاریخ این رشتهٔ ورزشی و نیز بهترین ورزشکار تاریخ کشور سوئد بعد از زلاتان ابراهیموویچ به‌شمار می‌رود.
بیورن بوری نخستین تنیس‌بازی بود که بین سالهای ۱۹۷۴ تا ۱۹۸۱ به رکورد ۱۱ قهرمانی گرند اسلم اُپن دست یافت؛ شش قهرمانی در آزاد فرانسه و پنج قهرمانی متوالی در مسابقات تنیس ویمبلدون. وی در سال ۱۹۸۹ شرکت تجهیزات ورزشی بیورن بورگ را تأسیس کرد.